# Hikaru
Ezaki Hikaru (em japonês:  江崎ひかる/えざきひかる; hangul: 히카루에자키; Fukuoka, 12 de março de 2004) mais conhecida apenas como Hikaru (em japonês:  ひかる; em coreano:  에자키), é uma cantora e dançarina japonesa radicada na Coreia do Sul. É integrante do grupo feminino Kep1er, formado em 2021 através do reality show de sobrevivência da Mnet, Girls Planet 999, no qual a artista alcançou o sétimo lugar do ranking.

## Vida e carreira
Hikaru nasceu em Sawara-ku, em Fukuoka, no Japão. É filha única. 

### Pré-estreia
Hikaru entrou na Avex Artist Academy Fukuoka School através de uma audição, quando ainda estava no ensino fundamental, onde aprendeu canto e dança. Em 2015, aos 11 anos, tornou-se membro do grupo MELTY, formado por membros selecionados da Avex Artist Academy Fukuoka School. O grupo esteve ativo de 2015 a 2016. Durante esse período, ela era responsável pelos vocais. 
Em 2016, Hikaru se estreou como membro do projeto de dupla infantil de J-pop da Avex Artist Academy conhecida como +GANG, juntamente com a ex-membro do MELTY, RION, usando o nome artístico de Hikarun. Durante esse tempo, ela também realizou eventos solo ao vivo. O grupo terminou no início de 2018, no entanto, ela ainda permaneceu como artista sob o selo Avex.
Hikaru começou a treinar no grupo de pré-estreia que eventualmente formou o XG em 2018. Porém, em 2019, foi eliminada da formação de estreia.

### 2021-atualmente: Girls Planet 999, Kep1er
No dia 7 de julho de 2021, Hikaru foi confirmada como concorrente no novo reality show da Mnet, Girls Planet 999, junto com outras participantes, através do trailer do prólogo publicado no Youtube. 
Seu perfil oficial foi divulgado em 19 de julho de 2021. O programa foi ao ar no dia 6 de agosto e terminou no dia 22 de outubro de 2021. 
Na final do show, foi revelado que ela alcançou o sétimo lugar, tornando-a integrante do Kep1er.
No dia 3 de Janeiro de 2022, Hikaru se estreou com o grupo com o lançamento do primeiro álbum First Impact.

## Educação
Hikaru se formou na Escola de Ensino Fundamental Municipal Takuma de Fukuoka. Presume-se que ela andou na Escola Secundária Takuma.